# Dio (band)
Dio was een Amerikaanse heavymetalband, geformeerd door Ronnie James Dio en Vinnie Appice. De naam Dio werd gekozen, omdat Ronnie James Dio al naamsbekendheid had.

## Bezetting
Oprichters
- Ronnie James Dio (zang, keyboards, tot 2010)
- Vinny Appice (drums, tot 1989, 1993–2001)
- Vivian Campbell (gitaar, tot 1986)
- Jimmy Bain (basgitaar, tot 1989, 1998–2004, 2016)

Laatste bezetting
- Ronnie James Dio (zang)
- Craig Goldy (gitaar, 1986–1989, 1998–2001, 2004–2005, vanaf 2006)
- Simon Wright (drums, 1989–1991, vanaf 2001)
- Scott Warren (keyboards, vanaf 1993)
- Rudy Sarzo (basgitaar, toer 2004, vanaf 2005)

Voormalige leden
- Claude Schnell (keyboards, 1984–1989)
- Rowan Robertson (gitaar, 1989–1991)
- Teddy Cook (basgitaar, 1989–1991)
- Jens Johansson (keyboards, 1989–1991)
- Jeff Pilson (basgitaar, 1993–1997, 2004–2005)
- Tracy G (gitaar, 1993–1998)
- Larry Dennison (basgitaar, 1997–1998)
- Doug Aldrich (gitaar, 2001–2004, 2005–2006)

Toer- en sessieleden
- Chuck Garric (basgitaar, tour 2000–2001)

## Geschiedenis
In mei 1983 brachten ze hun debuutalbum Holy Diver uit, dat op 12 december 1984 met goud werd onderscheiden en op 21 maart 1989 met platina. Op dit album bespeelt Ronnie James Dio nog zelf de toetsen, maar omdat de band niet wilde, dat hij tijdens concerten steeds achter de keyboards moest staan, werd in 1984 Claude Schnell als vaste toetsenist gehaald.
Als kwintet brachten ze op 2 juli 1984 hun tweede album The Last in Line uit, dat nog voor Holy Diver de platinastatus (meer dan een miljoen verkochte albums) bereikte. Een jaar later op 15 augustus 1985 verscheen al het derde album Sacred Heart (goud). Tijdens de tournee voor dit album werden enkele live-opnamen opgenomen, die in 1986 dan op Intermission werden uitgebracht.
In 1986 verwisselde Vivian Campbell wegens creatieve verschillen Dio voor Whitesnake en later Def Leppard. Hij werd vervangen door Craig Goldy, die betrokken was bij de opnamen voor het vierde studioalbum Dream Evil (1987), voordat ook hij met dezelfde redenen als zijn voorganger in 1988 de band weer verliet. De band viel uit elkaar en in juni 1989 moesten ook Jimmy Bain en Schnell vertrekken. In december 1989 vertrok ten slotte ook Vinnie Appice. Voor het volgende album Lock Up the Wolves formeerde Ronnie James Dio een nieuwe bezetting met Rowan Robertson, Teddy Cook, Jens Johansson en Simon Wright voor de opnamen. Daarna legde Dio de band enkele maanden stop voor een reünie met Black Sabbath.
Na slechts het album Dehumanizer bij Black Sabbath reactiveerde Ronnie James Dio zijn band. Van de eerdere bezetting keerde slechts Vinny Appice weer terug. Voor de resterende posities werden Tracy G, Scott Warren en Jeff Pilson aangetrokken. De daaropvolgende albums Strange Highways (1993), Angry Machines (1996) en Inferno - Last in Live waren door hun nieuwe sound omstreden onder de fans. Velen vonden de afkeer van de sound der jaren 1980 niet terecht. Zelfs Ronnie James Dio bevestigde tijdens een interview, dat hij met deze albums, in het bijzonder Angry Machines, niet tevreden was. Voor het volgende album haalde hij Craig Goldy terug en ook Jimmy Bain voegde zich weer bij de band. Magica werd weer succesvoller en plaatste zich in de Billboard Independent Charts (#13), waardoor het conceptalbum ook als comebackalbum gekwalificeerd werd.
Tijdens de volgende tournees door Europa met Deep Purple en door de Verenigde Staten met Yngwie Malmsteen en Doro ontstonden weer spanningen tussen de leden. Goldy verliet de band in januari 2002 en werd vervangen door Doug Aldrich, die Bain had ontmoet tijdens de opnamen van een tribute-album voor Metallica. Hij nam met Dio het negende album Killing the Dragon op en begeleidde de band ook tijdens een tournee met Scorpions en Deep Purple. Daarna wisselde hij in april 2003 naar Whitesnake en Goldy kwam weer terug. Kort daarna verliet daarvoor Bain de band weer.
In 2004 bracht Dio met Jeff Pilson het tiende studioalbum Master of the Moon uit. Omdat Pilson echter preferente verplichtingen had, werd hij na de opnamen vervangen door Rudy Sarzo. In 2005 verscheen het livealbum Evil or Divine - Live in New York City, dat in 2003 al was uitgebracht op dvd. Tijdens de herfsttournee in 2005 speelde Dio twee verschillende sets, een normaal gemengd en een, dat alleen bestond uit songs van het debuutalbum Holy Diver. Een optreden in Londen met de tweede set werd opgenomen en in april 2006 als de dubbel-cd Holy Diver Live uitgebracht.
Op 16 mei 2010 overleed Ronnie James Dio aan de gevolgen van maagkanker. Dit was de reden voor de ontbinding van de band. Een jaar later werd de band echter opnieuw geformeerd met de zanger Tim 'Ripper' Owens en treedt sindsdien op onder de naam Dio Disciples. Bovendien was de bezetting van het album The Last in Line (1984) tot aan het overlijden van Jimmy Bain in januari 2016 onder de naam Last in Line onderweg.

## Overleden
- Ronnie James Dio (2010)
- Jimmy Bain (2016)

## Discografie

### Studioalbums
- 1983: Holy Diver (Vertigo Records)
- 1984: The Last in Line (Vertigo Records)
- 1985: Sacred Heart (Warner Bros. Records / Vertigo Records)
- 1987: Dream Evil (Warner Bros. Records)
- 1990: Lock Up the Wolves (Warner Bros. Records / Reprise Records)
- 1993: Strange Highways (Reprise Records)
- 1996: Angry Machines (Mayhem Records)
- 2000: Magica (Spitfire Records)
- 2002: Killing the Dragon (Spitfire Records)
- 2004: Master of the Moon (Sanctuary Records)

### Live- en Best-of-albums
- 1986: Intermission (Warner Bros. Records)
- 1992: Diamonds – The Best of Dio (Vertigo Records)
- 1998: Inferno – Last in Live (Mayhem Records)
- 2000: The Very Beast of Dio (Warner Music Group / Rhino Records)
- 2003: Stand Up and Shout: The Dio Anthology
- 2003: Collection
- 2005: Evil or Divine – Live in New York City (Spitfire Records)
- 2006: Holy Diver – Live  (Eagle Records)
- 2010: Dio at Donington UK: Live 1983 & 1987 (NEG Records / BBC)
- 2013: Finding the sacred Heart - Live in Philly 1986 (Niji Productions, Inc. / Eagle Records)
- 2014: Live in London-Hammersmith Apollo 1993 (Eagle Rock (Edel))
- 2017: 5 Classic Albums (Imports)

### Tributealbums
- 2014: This is your Life (Warner Bros. Records / Rino Entertainment)

### Ep's
- 1986: The Dio E.P. (Vertigo Records, alleen uitgebracht in het Verenigd Koninkrijk)

### Video's en DVD's
- 1984: Special From The Spectrum (vhs, US)
- 1986/2004: Sacred Heart 'The Video' (1986: vhs, 2004: dvd)
- 2003: Evil or Divine (dvd, US)
- 2005: We Rock (dvd)
- 2006: Holy Diver – Live (dvd, US)
- 2013: Finding the sacred Heart (dvd)

## Hitlijsten

### De Zwaarste Lijst
| Nummer     | '09* | '10* | '11* | '12* | '13 | '14 | '15 | '16 | '17 | '18 | '19 | '20 | '21 | '22 | '23 | '24 | '25 |
| ---------- | ---- | ---- | ---- | ---- | --- | --- | --- | --- | --- | --- | --- | --- | --- | --- | --- | --- | --- |
| Holy Diver | -    | -    | 58   | -    | 57  | 47  | 64  | 58  | -   | 60  | -   | -   | -   | -   | -   | -   | -   |

- Tot 2012 had de Zwaarste Lijst 70 plaatsen. Dit werd vanaf 2013 verminderd tot 66.